# سایر وودز، نیوجرسی
سایر وودز (به انگلیسی: Sayre Woods) یک منطقهٔ مسکونی در ایالات متحده آمریکا است که در سیرویل، نیوجرسی واقع شده‌است. سایر وودز ۲۴٫۹۹ متر بالاتر از سطح دریا قرار دارد.